# Famous Studios

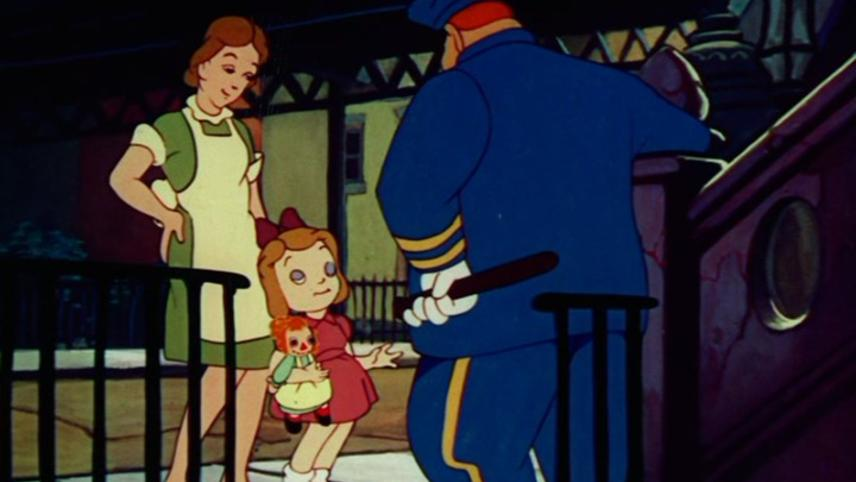
A Praça Encantada (1947).

Famous Studios (depois renomeado como Paramount Cartoon Studios em 1956) foi uma divisão de animação da Paramount Pictures entre 1942 e 1967, criada após a aquisição do Fleischer Studios em 1942.
As produções do estúdio incluem três séries iniciado pela Fleischers: Popeye, Superman, e Screen Songs, bem como Little Audrey, Little Lulu, Casper the Friendly Ghost, Honey Halfwitch, Herman and Katnip, Baby Huey, e a série Noveltoons.
O nome Famous foi anteriormente utilizado como Famous Players Film Company, uma das várias empresas que em 1912 tornou-se Famous Players-Lasky Corporation, a empresa que fundou Paramount Pictures. A marca da Paramount, que detinha os direitos de toda as músicas originais nos desenhos da Fleischer/Famous Studios se tornou Famous Music.
Em 1955, a Paramount vendeu a maior parte de seus filmes anteriores a 1951, exceto Popeye e Superman, para U.M. & M. T.V. Corp. para distribuição de televisão. Os desenhos de Popeye foram adquiridos pela Associated Artists Productions (a.a.p.) e o Superman foi revertido para a National Comics, após direitos expirarem. Em outubro de 1956, Famous Studios foi reduzido e reorganizado. Paramount assumiu o controle completo do estúdio, integrando-o em Paramount Pictures Corporation como uma divisão chamada Paramount Cartoon Studios.
Em 1958, a Paramount vendeu os desenhos que sobraram para a Harvey Comics. No final de 1967, mesmo com a contratação de jovem promissor Ralph Bakshi, que produziu diversos desenhos animados experimentais, mais isso não impediu que o estúdio fosse fechado.